# NGC 2498
NGC 2498 este o galaxie spirală situată în constelația Gemenii. A fost descoperită în 19 ianuarie 1885 de către Édouard Stephan⁠(d). Se află la o distanță de 67,62 de megaparseci de Pământ.